# Cerámica de Boquique

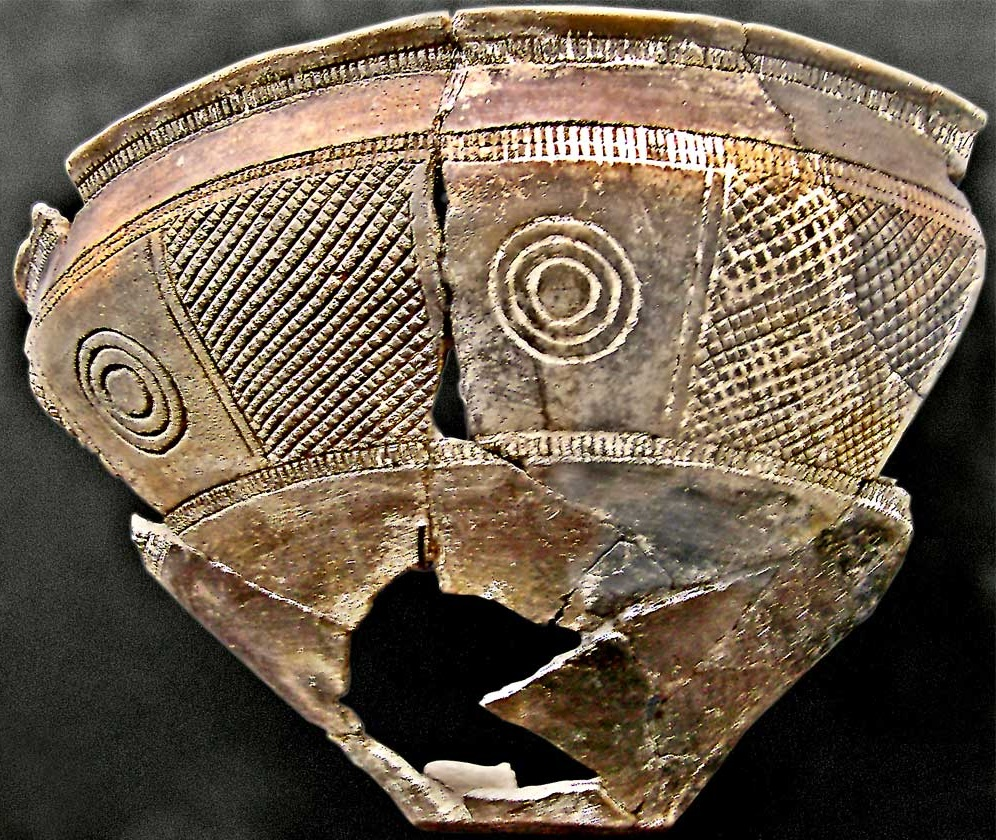
Vasija de la Cueva de Boquique en Plasencia, representativa de cerámica de Cogotas, con decoración rellena de pasta blanca procedente de la inhumación de San Román de Hornija, provincia de Valladolid (Bronce final, Cultura de Cogotas-I, 1100-800 a. C.).

Cerámica de Boquique o de punto y raya, se denomina al conjunto de obras de alfarería prehistórica halladas en la península ibérica, las Islas Baleares y algunos yacimientos de Europa Central. El dibujo superficial de "punto y raya" que caracteriza a esta técnica decorativa alfarera doble o mixta, se conseguía punteando con un punzón o algún tipo de sierra dentada, trazos pequeños y sucesivos a lo largo de una línea incisa continua, «dando el aspecto de un cosido».
La cerámica de Boquique se asocia en especial a la producida por la cultura de Cogotas I, que da nombre al conjunto de comunidades asentadas en la meseta durante el Bronce Final. No obstante, como han estudiado Bosch Gimpera, García Faria, María Dolores Fernández-Posse y Caro Bellido, se encuentra en etapas muy dispares desde el Neolítico, pasando por la Edad de Bronce hasta alcanzar la Edad de Hierro. Esta cerámica suele caracterizar de hecho los primeros yacimientos neolíticos de la zona centro-occidental de la península ibérica, tanto en el Alentejo como en Extremadura.
Debe su nombre al lugar en que se encontraron los primeros restos arqueológicos, en la llamada Cueva de Boquique, a 2 km al noroeste de la ciudad de Plasencia. Los primeros hallazgos los publicó en 1873, Vicente Paredes Guillén en su obra Historia de los tramontanos celtíberos, si bien la cerámica de dicha cueva no se popularizaría hasta 1915 gracias a una publicación de Pere Bosch i Gimpera.